# Jugoslavien i olympiska vinterspelen 1972
Jugoslavien deltog med 26 deltagare vid de olympiska vinterspelen 1972 i Sapporo. Ingen av landets deltagare erövrade någon medalj.